# Les Cowboys (film, 2015)
Pour les articles homonymes, voir Cowboy.
Pour le film de Mark Rydell, voir Les Cowboys (film, 1972).
Pour plus de détails, voir Fiche technique et Distribution.
Les Cowboys est un film dramatique franco-belge réalisé par Thomas Bidegain, sorti en 2015.

## Synopsis
En octobre 1994, Alain Balland (François Damiens), son épouse Nicole (Agathe Dronne), et leurs enfants, Georges « Kid » 13 ans, et Kelly (Iliana Zabeth) 16 ans, coulent des jours paisibles dans l'Ain, et s'adonnent à leur passion du dimanche : des fêtes américaines de cow-boys, entre rodéo, musique et danse country. Alors que la fête se termine, ils constatent que Kelly a disparu. Les amies de Kelly leur révèlent qu'elle ne va plus à la piscine le mardi, qu'elle a un amoureux , Ahmed, et que ceux-ci ne leur parlent plus depuis un certain temps. Alain et Georges se rendent chez les parents d’Ahmed, qui déclarent que leur fils, qui a 18 ans, leur parle très peu et a disparu le même jour que Kelly. La passivité des parents d'Ahmed décontenance Alain, qui préfère s'en aller. À la gendarmerie, il signale la disparition de Kelly. Les gendarmes lui disent qu'un adolescent fugueur revient de lui-même dans les trois jours, et qu'il suffit simplement d'attendre, ce qui met Alain hors de lui.
Il décide d'enquêter lui même, et fouille la chambre de sa fille, alors que Nicole tente de le dissuader. Dans le cahier de géographie de Kelly, Nicole découvre des tracts dissimulés, écrits en arabe, et des pages entières de lignes d'écriture arabe de la main de Kelly. Au garage du père d'Ahmed, Alain présente les tracts. Un des employés lui dit que ces tracts sont de la propagande djihadiste. Le père d'Ahmed dit que son fils ne peut pas faire cela, ce qui met Alain en colère, et ils doivent le chasser. Il part pendant plusieurs années au Yémen et dans d'autres pays arabes à la recherche de Kelly, sans succès. De retour, sa vie conjugale est brisée. Il convainc Kid de l'accompagner en Belgique et en Hollande, où il flaire des pistes, jusqu'à l'épuisement et la ruine financière. Exténué, il finit par mourir dans un accident de voiture.
Des années plus tard, Georges assiste à la diffusion à la télévision des attentats du 11 septembre 2001 sur les tours jumelles du World Trade Center.
Il parcourt le monde avec autant d'entêtement que son père, pour retrouver sa sœur, parmi le chaos guerrier de certains pays, et en risquant sa vie. Au Pakistan, il apprend que Kelly serait au Baloutchistan. Un Américain (John C. Reilly) lui demande de l'accompagner dans le nord de la province. Ils traversent ensemble le désert. Arrivé en ville, Kid reconnaît Ahmed (Mounir Margoum), le suit jusque chez lui, et lui demande où est Kelly. Ahmed tente de s'emparer d'une arme. Kid abat Ahmed sous les yeux de son épouse Shazhana (Ellora Torchia).
Georges, pistolet à la main, est suivi par la foule, encerclé et molesté. Blessé, il se retrouve incarcéré. Peu après, il constate que l'Américain discute avec le chef de la police. Kid, supposant qu'il négocie sa libération, est enthousiaste. Le policier accepte le pot-de-vin de l'Américain, qui repart avec le pistolet. Peu après, Georges constate que Shazhana est incarcérée dans la cellule voisine. Elle lui révèle qu'il est accusé d'espionnage et elle de complicité. Georges assiste à la diffusion à la télévision des attentats de Madrid du 11 mars 2004. Peu après, un diplomate français se présente, il vient rapatrier Georges. Mais Kid refuse de laisser là Shazhana: il donne une montre en or au policier, en échange de la libération de la prisonnière. En France, ils sont accueillis par Nicole, heureuse de retrouver son fils, qui les héberge chez elle. Shazhana déclare qu'elle ne sait rien sur Kelly. Kid travaille comme ambulancier. Shazhana découvre la vie en France. Elle finit par raconter à Georges ce qu'elle sait de Kelly, elle lui apprend ainsi qu'Ahmed avait quitté Kelly, car celle-ci avait trop de caractère. Georges apprend à la radio les attentats de Londres du 7 juillet 2005. Il prépare ses bagages pour aller à Londres, espérant retrouver Kelly, mais Shazhana l'en dissuade et lui fait comprendre qu'elle l'aime.
Des années plus tard, Shazhana et Georges ont eu un fils. Le père d'Ahmed vient voir Kid, et lui dit qu'il cherche son fils, car son épouse est malade. Georges lui répond qu'il ne sait rien au sujet d'Ahmed. Le père d'Ahmed lui dit que Kelly serait en Belgique. Georges s’y rend. Il entre dans une boutique, essaie d'observer la vendeuse à la caisse. Elle parle à une femme plus jeune, qui est vraisemblablement Kelly. Georges prend un article, et se présente à la caisse pour le payer. Georges et Kelly se reconnaissent, s'observent, sans dire un mot. Georges sort dans la rue. Kelly l'observe s'éloigner. Il repart, en voiture.

## Fiche technique
Sauf indication contraire, les informations mentionnées dans cette section peuvent être confirmées par les bases de données cinématographiques IMDb et Allociné,  présentes dans la section « Liens externes ».
- Titre original : Les Cowboys
- Réalisation : Thomas Bidegain
- Scénario : Thomas Bidegain, Noé Debré et Laurent Abitbol
- Musique : Raphaël Haroche et Moritz Reich
- Direction artistique : Olivier Seiler et Merijn Sep
- Décors : François Emmanuelli
- Costumes : Emmanuelle Youchnovski, Nidhi Gambhir et Divvya Gambhir
- Photographie : Arnaud Potier
- Son : Jean-Paul Hurier, Thibault Arnold, Steven Ghouti,
- Montage : Géraldine Mangenot
- Production : Alain Attal
  - Production exécutive : Maarten D'Hollander, Bruno Vatin et Deepika Gandhi (Inde)
  - Production déléguée : Xavier Amblard (France), Déborah Benattar (Inde) et Tim Martens (Belgique)
  - Production associée : Jonathan Blumental et Philippe Logie
  - Coproduction : Jean-Pierre et Luc Dardenne, Romain Le Grand, Jan De Clercq, Annemie Degryse, Delphine Tomson, Alexander Vandeputte et Arlette Zylberberg
- Sociétés de production[1] :
  - France : Trésor Films, en coproduction avec Pathé Films et France 2 Cinéma, avec la participation de Canal+, Ciné+ et France Télévisions, en association avec Cofinova 11 et Cinémage 9, avec le soutien du CNC et la société des Producteurs de Cinéma et de Télévision,
  - Belgique : en coproduction avec Les Films du Fleuve, Lunanime, Voo, BeTV et RTBF, avec le soutien du Centre du Cinéma et de l'Audiovisuel de la Fédération Wallonie-Bruxelles, de la Tax shelter du Gouvernement Fédéral Belge et Lum.Invest
  - Inde : service de production La Fabrique Films
- Sociétés de distribution[2] : Pathé Distribution (France) ; Lumière (Belgique) ; Axia Films Inc. (Québec) ; Pathé Films AG (Suisse romande)
- Budget : 7 989 318 €[3]
- Pays de production :  France,  Belgique
- Langues originales : français, anglais, ourdou
- Format[4] : couleur (Technicolor) - 2,35:1 (Cinémascope) - son Dolby 5.1
- Genre : drame, road movie
- Durée : 104 minutes
- Dates de sortie[5] :
  - France : 18 mai 2015 (Quinzaine des réalisateurs cannoise) ; 7 octobre 2015 (Festival international du film de Saint-Jean-de-Luz) ; 25 novembre 2015 (sortie nationale)
  - Belgique : 17 octobre 2015 (Festival du film de Gand) ; 9 décembre 2015 (sortie nationale)[6]
  - Suisse romande : 25 novembre 2015[7]
  - Québec : 19 août 2016[8]
- Classification[9] :
  - France : tous publics[10]
  - Belgique : tous publics (Alle Leeftijden)[6]
  - Suisse romande : interdit aux moins de 12 ans[11]
  - Québec : en attente de classement[8]

## Distribution
- François Damiens : Alain Balland, le père
- Agathe Dronne : Nicole Balland, épouse d'Alain
- Iliana Zabeth : Kelly, fille ainée d'Alain et Nicole / Aafia Khalid
- Maxim Driesen : Georges « Kid », fils d'Alain et Nicole à l'âge de 13 ans 
  - Finnegan Oldfield : Georges adulte
- Mounir Margoum : Ahmed, islamiste
- Djemel Barek : le père d'Ahmed
- Leïla Saadali : la mère d'Ahmed
- Ellora Torchia : Shazhana, épouse pakistanaise d'Ahmed, puis compagne de Georges
- John C. Reilly : Américain au Pakistan
- Antoine Chappey : Charles
- Laure Calamy : Isabelle
- Antoine Régent : Marc
- Antonia Campbell-Hughes : Emma
- Jean-Louis Coulloc'h : l'indien
- Gilles Treton : le shérif
- Francis Leplay : l'homme du train

## Production

### Tournage
Le film a été tourné en Rhône-Alpes (France) et à Udaipur (au Rajasthan, en Inde).[réf. souhaitée]

## Accueil

### Box-office
- Box office France : 200 000 entrées[réf. souhaitée]

## Distinctions

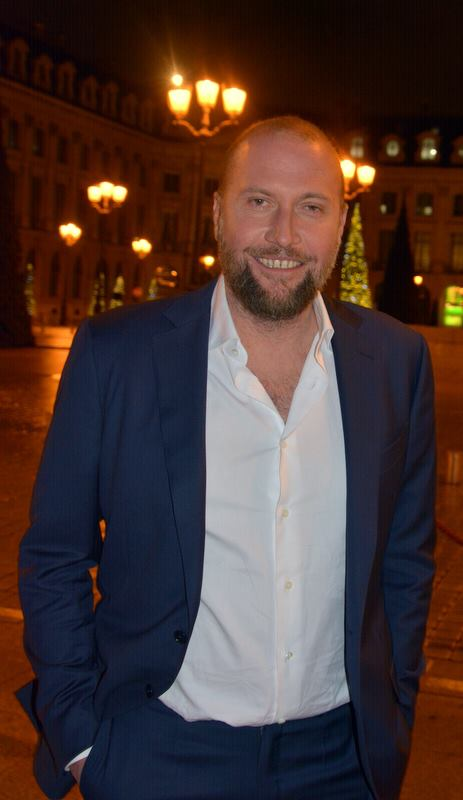
L'acteur principal François Damiens, nommé à la Cérémonie des Césars 2016.

Entre 2015 et 2017, le film Les Cowboys a été sélectionné 18 fois dans diverses catégories et a remporté 3 récompenses,.

### Récompenses
- Festival du cinéma américain de Deauville 2015 : Prix Michel-d'Ornano pour Thomas Bidegain.
- Festival du film occidental d'Almería (Almeria Western Film Festival) 2016 :
  - Prix spécial du jury au meilleur long métrage néo-occidental pour Thomas Bidegain, Trésor Films, La Fabrique Films et Lunanime
- Festival international du film d'Helsinki 2016 : Prix du public du meilleur long métrage pour Thomas Bidegain.

### Nominations
- Festival de Cannes 2015 : quinzaine des réalisateurs long métrage en compétition Caméra d'or pour Thomas Bidegain.
- Festival du film de Gand 2015 : Grand Prix du meilleur film pour Thomas Bidegain.
- Festival Jean Carmet des Seconds Rôles 2015 : Nuit du cinéma.
- Quinzaine des réalisateurs 2015 :
  - Prix SACD pour Thomas Bidegain,
  - Prix du cinéma d'art pour Thomas Bidegain,
  - Prix Illy pour Thomas Bidegain,
  - Label Europa Cinéma pour Thomas Bidegain.
- César 2016 :
  - Meilleur acteur pour François Damiens,
  - Meilleur espoir masculin pour Finnegan Oldfield,
  - Meilleure musique originale pour Raphaël Haroche,
  - Meilleur premier film pour Thomas Bidegain et Alain Attal.
- Festival international du film de Tromsø 2016 : Prix Aurore pour Thomas Bidegain.
- Lumières de la presse étrangère 2016 : Meilleure image pour Arnaud Potier.
- Magritte du cinéma 2017 :
  - Meilleur acteur pour François Damiens,
  - Meilleur film étranger en coproduction pour Thomas Bidegain.

## Autour du film
- Pour construire son film, Thomas Bidegain s'est basé sur une méthode similaire à celle qu'il emploie avec Jacques Audiard pour écrire les films de ce dernier : transposer les codes du cinéma américain dans un univers plus concret afin de dynamiser les clichés qui peuvent coller aux films. Pour y parvenir cette fois-ci, il s'est principalement inspiré de deux westerns classiques, La Prisonnière du désert, de John Ford (1956) et La Rivière rouge, d'Howard Hawks (1948)[14].